# گولدباخ (بایرن)
گولدباخ (به آلمانی: Goldbach) یک منطقهٔ مسکونی در آلمان است که در آشافنبورگ واقع شده‌است.

## خواهرخوانده
شهر Courseulles-sur-Mer خواهرخواندهٔ گولدباخ (بایرن) هست.